# Gad (stam)

Stamgebieden in het Bijbelse Israël

De Stam van Gad was volgens de Hebreeuwse Bijbel een van de twaalf stammen van Israël. De stamvader was Gad, oudste zoon van Jakob en Zilpa.
Nadat de Israëlieten zich Kanaän hadden toegeëigend, verdeelde hun leider Jozua het veroverde gebied onder de stammen. Zowel de stam Gad als de stam van Ruben hadden nog voordat de Israëlieten het gebied ten westen van de Jordaan hadden veroverd, het gebied ten oosten van de rivier op de Moabieten en de Ammonieten veroverd. Jozua bevestigde de stam Gad in het bezit van een deel van het Overjordaanse. Het gebied van Gad werd in het westen begrensd door de Jordaan, in het noorden door Manasse, in het oosten door de Ammonieten en in het zuiden door de stam Ruben.
Toen het verenigde Israël na Salomo's dood uiteenviel, sloot de stam van Gad zich aan bij het noordrijk Israël. Toen Israël in 722 v.Chr. door de Assyriërs onder de voet gelopen werd, werden de Gadieten samen met de andere inwoners weggevoerd. Volgens de Talmoed werden de stammen van Gad en Ruben als eerste weggevoerd.
Omdat de Bijbel Gad en Aser beschrijft als zonen van Zilpa, een dienstmeid, denken sommige geleerden dat deze stammen deels van niet-Israëlitische afstamming waren.